# Sulfid stříbrný
Sulfid stříbrný (chemický vzorec Ag2S) je černá látka, nerozpustná ve vodě. Rozpouští se v silných kyselinách za vzniku stříbrných solí a uvolňuje se sirovodík. Tato látka se postupně vytváří na všech stříbrných předmětech a způsobuje jejich typické šednutí a ztrátu lesku.

## Krystalické modifikace
Tato sloučenina krystaluje ve dvou modifikacích – modifikace α je jednoklonná (monoklinická) a modifikace β je krychlová (kubická). Obě modifikace se vyskytují běžně i v přírodě v podobě minerálů, modifikace α jako minerál akantit a modifikace β jako minerál argentit. Modifikace β je stabilnější a při teplotě 175 °C na ni modifikace α přechází.

## Příprava
Jelikož je sulfid opravdu extrémně nerozpustný a sráží se přednostně před jinými "více" rozpustnými látkami, tak ho lze jednoduše připravit srážením roztoku stříbrné soli roztokem alkalického sulfidu nebo sirovodíkem:
2 Ag+ + S2− → Ag2S↓
Další možností je přímá syntéza z prvků, tedy síry a stříbra:
2 Ag + S → Ag2S

## Reakce
Jediné dvě běžně rozpustné sloučeniny stříbra jsou fluorid stříbrný AgF a dusičnan stříbrný AgNO3. Proto pro převedení sulfidu stříbrného do roztoku je potřeba připravit jednu z těchto látek. Výhodnější je příprava běžnějšího dusičnanu. Při reakci ale vzniká sirovodík a je potřeba proto být v dobře větrané místnosti:
Ag2S + 2 HNO3 → 2 AgNO3 + H2S